# Mutilla quinquemaculata
Mutilla quinquemaculata ist ein Hautflügler aus der Familie der Ameisenwespen (Mutillidae). 

## Merkmale
Die Wespen haben eine Körperlänge von 10 bis 16 Millimetern (Weibchen) bzw. 10 bis 15 Millimetern (Männchen). Der Kopf, der Thorax, die Fühler und die Beine der Weibchen sind hellrot, ihr Hinterleib ist schwarz mit blauem Schimmer. Das erste und zweite Tergit ist hinten, das dritte Tergit komplett hell behaart. Beim zweiten und dritten Tergit ist die Behaarung in der Mitte unterbrochen. Der Kopf ist breiter als der Thorax. Das erste Tergit ist bei beiden Geschlechtern nahezu so breit wie das zweite. Die Männchen sind wie die Weibchen gefärbt, auch die helle Behaarung ist gleich ausgebildet. Die großen, am Hinterrand aufgebogenen Tegulae sind rot.

## Vorkommen und Lebensweise
Die Art ist in Südeuropa verbreitet. Bei welchen Arten die Larven Parasitoide sind, ist unbekannt.

## Belege
F. Amiet: Fauna Helvetica 23: Vespoidea 1. Centre Suisse de Cartographie de la Faune, 2008, ISBN 978-2-88414-035-5.